# 卢乔·切卡里尼
卢乔·切卡里尼（義大利語：Lucio Ceccarini，1930年12月13日—2009年7月14日），意大利前男子水球运动员。他曾代表意大利国家队参加1952年夏季奥林匹克运动会水球比赛，结果获得一枚铜牌。